# Wellness
Wellness je pojam koji se prvi put pojavio 1654. u monografiji Sir A. Johnsona kao „...wealnesse“ u rječniku Oxford English Dictionary a opisao je „dobro zdravlje“. Od '50-ih godina do današnjeg doba u brojnim jezicima taj anglicizam označava kao nadpojam određeni pristup zdravom načinu života.
Pojam wellness nije zakonom zaštićen i često se rabi pri oglašavanju. Primjerice, od mineralnih voda, čarapa, hotela, čajeva, žitarica do takozvanih dijetetskih dodataka (kao noni ili aloe vera); ponekad se reklamiraju kao wellness-proizvodi da bi se povećalo njihovu prodaju. 
Pojam spa se rabi između ostalog na sljedećim područjima:
- zdrava prehrana
- redovito kretanje, vježbe
- opuštanje raznim metodama kao što su autogeni trening, meditacija, sauna i masaža
- luksuzni proizvodi